# Lichnia porteri
Lichnia porteri là một loài bọ cánh cứng trong họ Glaphyridae. Loài này được Gutierrez Alonso miêu tả khoa học năm 1943.